# Larin Paraske
Larin Paraske, ursprungligen Paraskeva Mikitina eller Nikitina, född 27 december 1833 i Lembolovo (finska: Lempaala) i norra Ingermanland, död 3 januari 1904 i  Metsäpirtti i Karelen, var en ingermanländsk runosångare och minneskonstnär. Hon är en central gestalt inom finsk folkdiktning. 
Paraske var ett veritabelt minnesgeni, Finlands runosångare ("Suomen Runotar"), och var informanten bakom 1 343 bevarade folkdikter och kväden (loitsu) med mera, inalles 32 000 verser. Därtill kommer otaliga ordspråk och annan muntlig tradition. Runorna är publicerade i verket Suomen Kansan Vanhat Runot. De flesta är upptecknade av prästen Adolf Neovius mellan 1887 och 1894. 
Hon gifte sig 1853 med den 20 år äldre bonden Larin Kaurila (Gavril Stepanov) i Sakkola. Makarna fick nio barn. Hennes porträtt målades av Albert Edelfelt och Eero Järnefelt, och 1950 restes Alpo Sailos staty över henne i Hesperiaparken i Helsingfors. Hon kom på plats 87 när man 2005 förtecknade de 100 mest betydande finländarna. 

## Bildgalleri

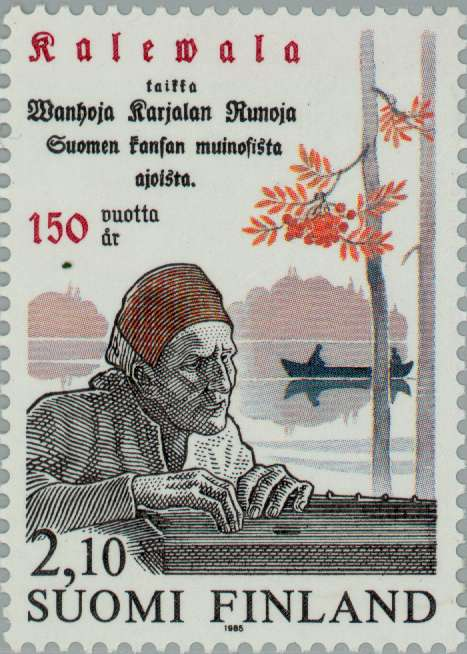
Finskt frimärke 1985.
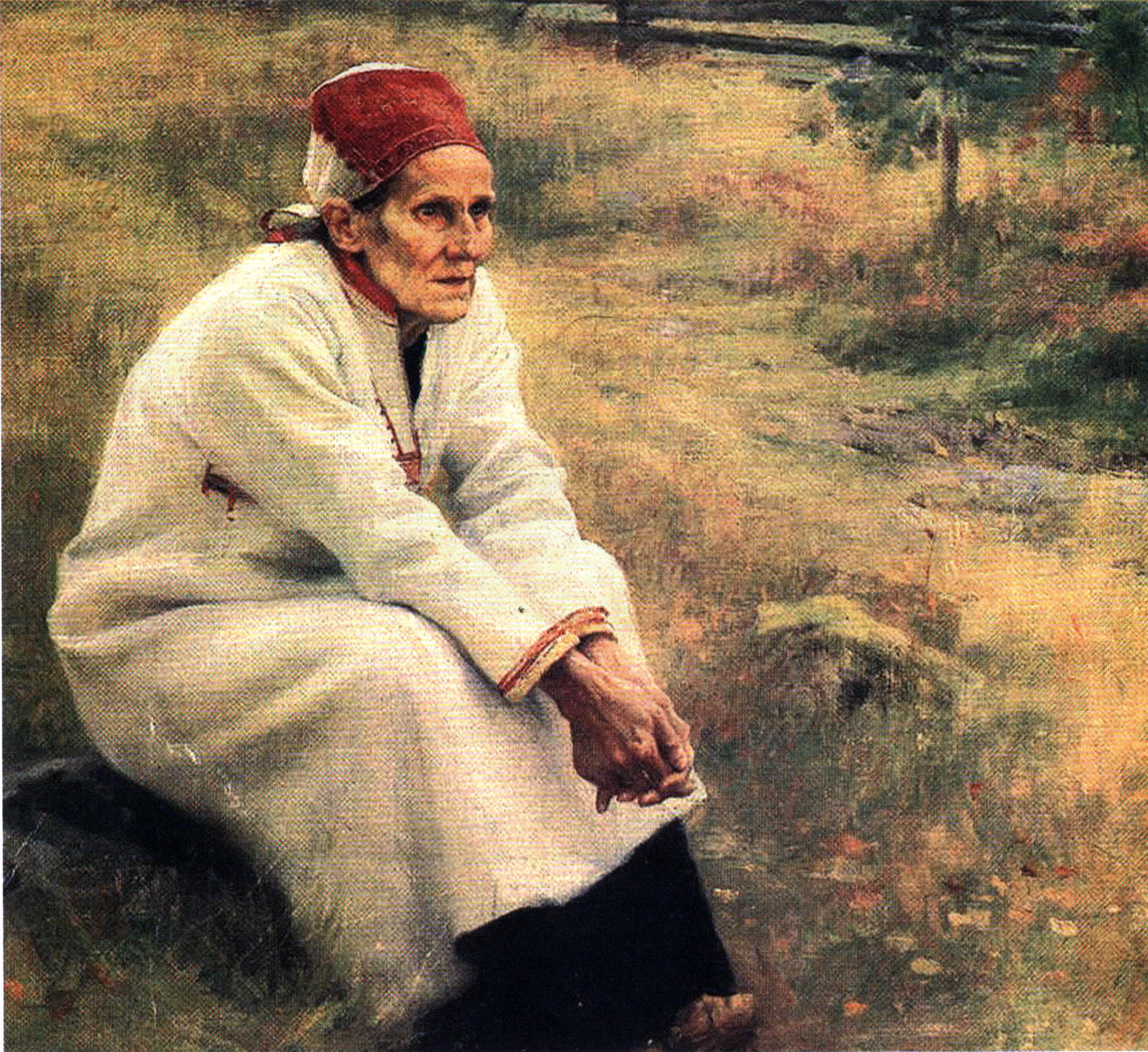
Larin Paraske, målning av Albert Edelfelt 1893.
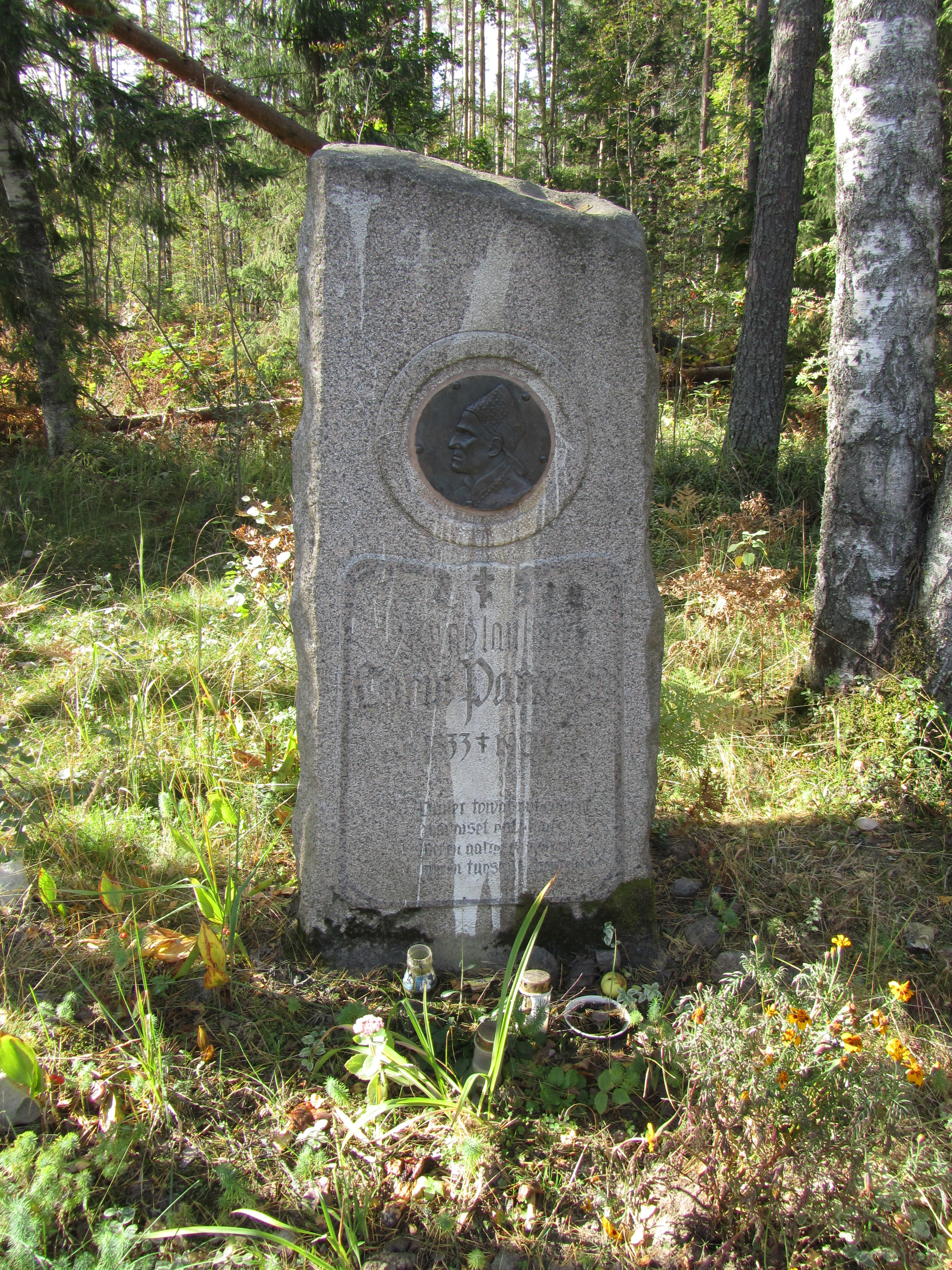
Larin Paraskes gravsten i Rautus.
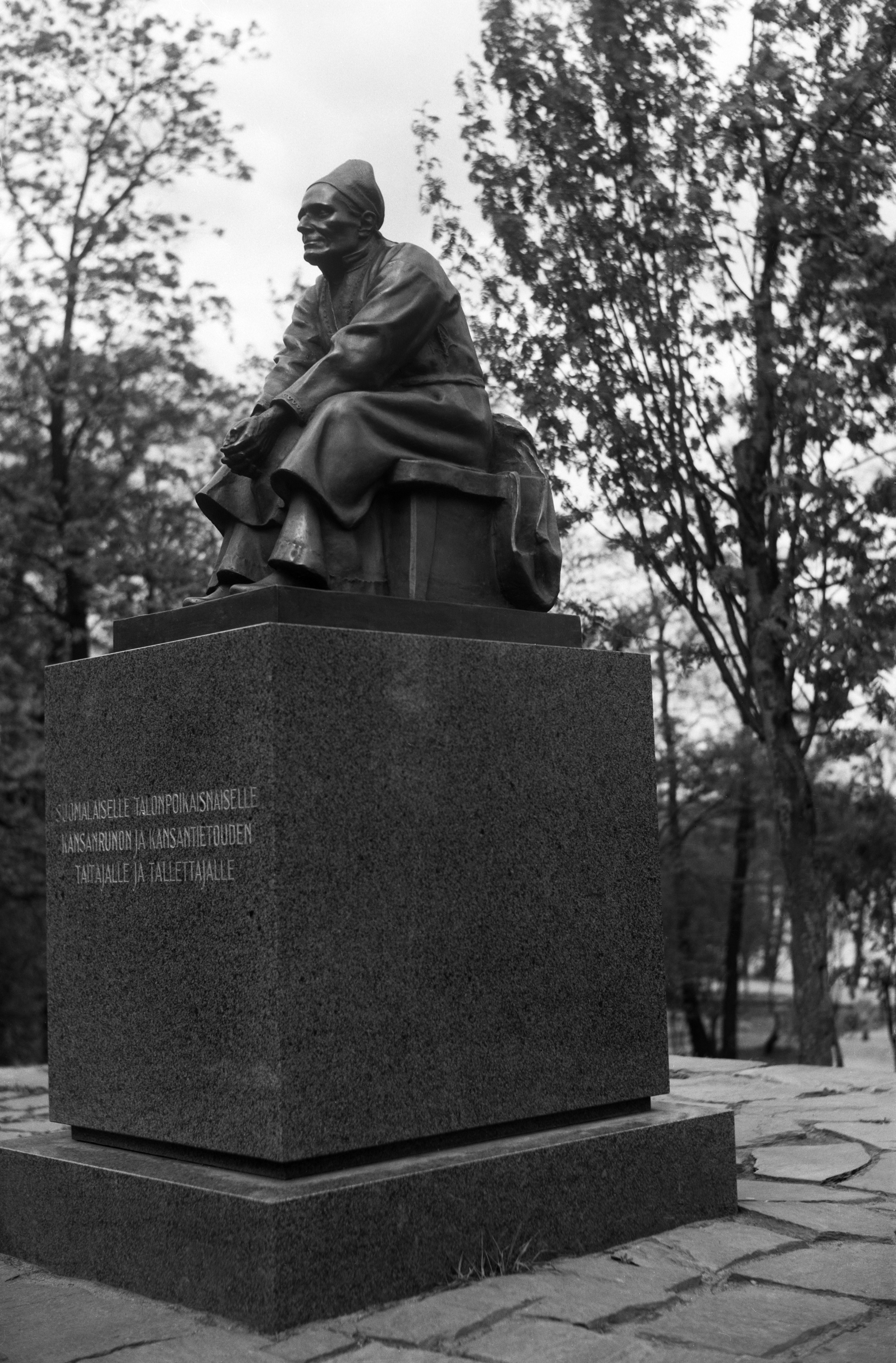
Monument an Alpo Sailo i Helsingfors.
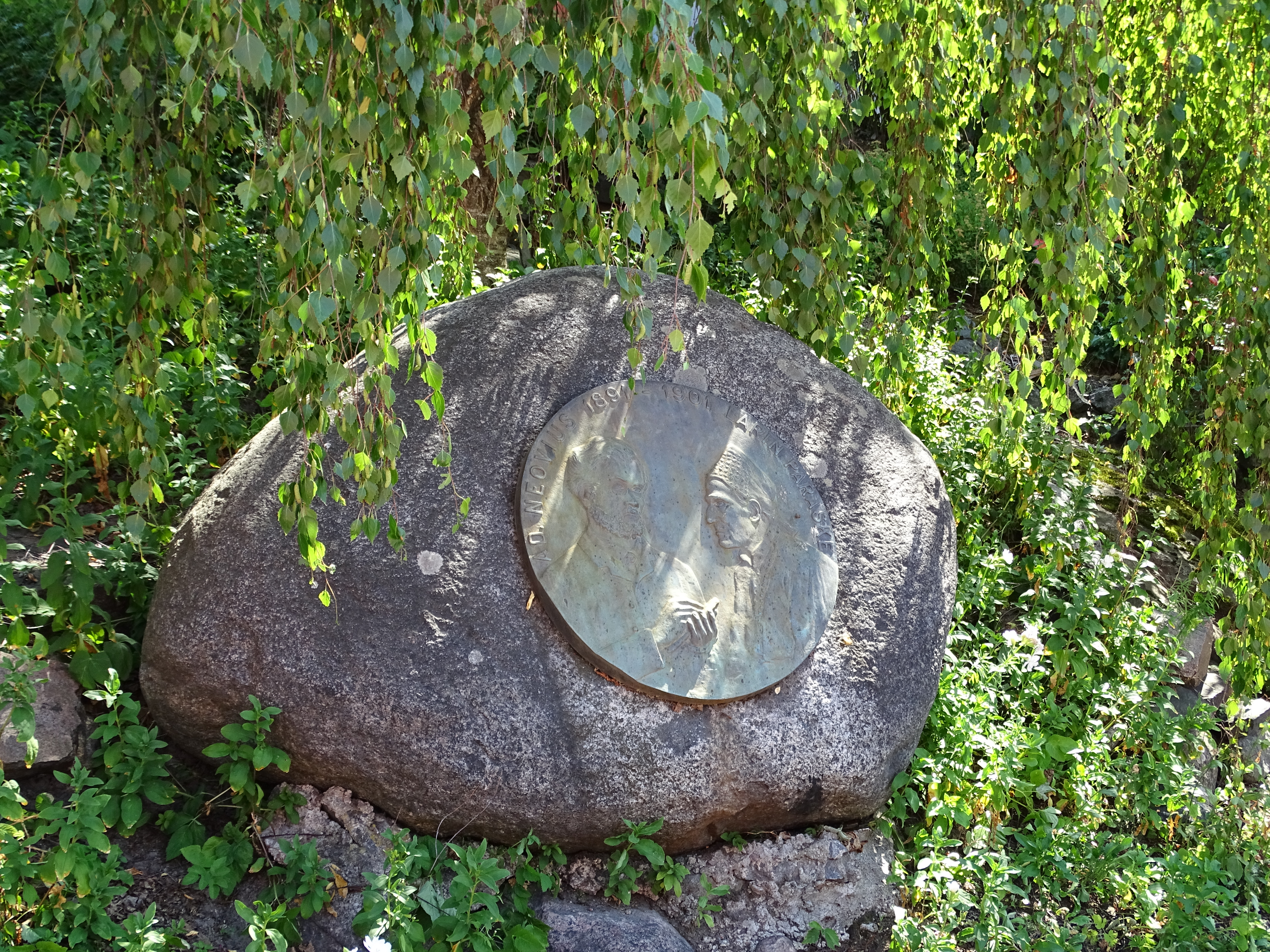
Monument till Larin Paraske i Borgå.
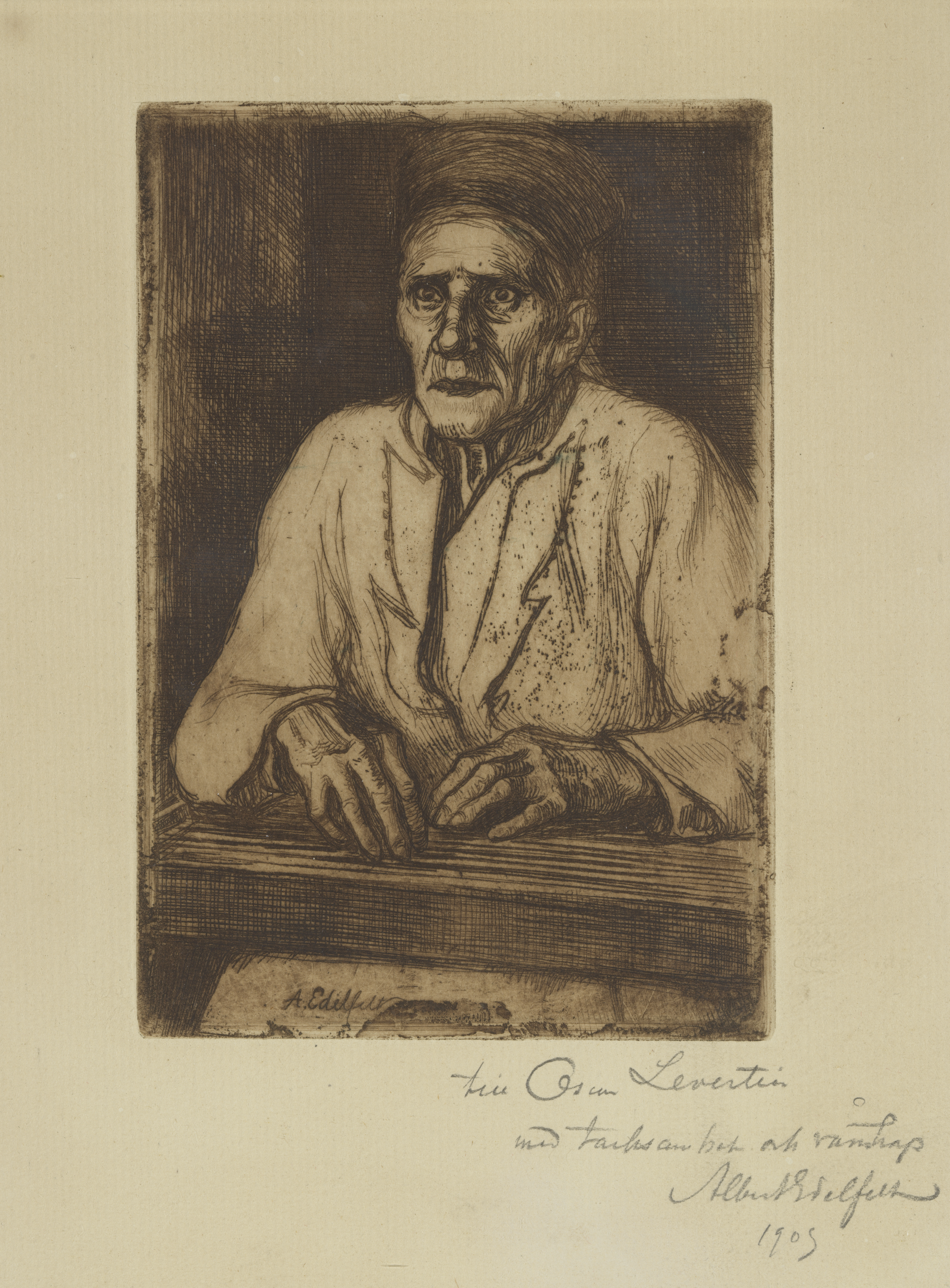
Larin Paraske med kantele, Albert Edelfelt, ca 1905, Thielska galleriet